# Акид
А́кид (А́цис, др.-греч. Ἂκις) — сын Пана (Фавна) и нимфы Семетиды, дочери реки Симет.

## История
В возрасте 16 лет он полюбил нереиду Галатею и был убит своим соперником в любви, циклопом Полифемом, который кинул в него скалу, оторванную от Этны. Сочившуюся из-под этой скалы кровь своего возлюбленного Галатея превратила в реку Акид, стекающую с Этны в море, — теперь эта река Аци (Акилийский источник).
По одной из версий мифа, Галатея и Акид успели спастись от циклопа, бросившись в море и превратившись в двух рыб.
Миф об Акиде — сицилийского происхождения и часто служил темой для сицилийских поэтов. Он был обработан и Овидием в его «Метаморфозах». Иногда считают, что версия с превращением в рыб отражена на звёздном небе в созвездии Рыбы.
Пейзаж Клода Лоррена из Дрезденской картинной галереи, озаглавленный «Акид и Галатея», — одна из любимых картин Ф. М. Достоевского. Eё описание содержится, в частности, в романах «Бесы» и «Подросток».